# Atherigona dybasi
Atherigona dybasi är en tvåvingeart som beskrevs av John Otterbein Snyder 1965. Atherigona dybasi ingår i släktet Atherigona och familjen husflugor. Inga underarter finns listade i Catalogue of Life.